# Lisa Lassek
Lisa Lassek (née à Philadelphie, Pennsylvanie) est une monteuse et productrice américaine.

## Biographie
Elle est principalement connue pour être une collaboratrice régulière de Joss Whedon, participant au montage de ses séries Buffy contre les vampires, Angel, Firefly et Dr. Horrible's Sing-Along Blog ainsi que de son film Serenity, l'ultime rébellion.
Elle est une ancienne étudiante du Vassar College et de l'université de Boston.
Elle a également collaboré avec Drew Goddard, ayant monté ses films La Cabaayant monté ses films La Cabane dans les bois et Sale temps à l'hôtel El Royale,.

## Filmographie

### Montage

#### Télévision
- 1999-2004 : Angel (assistante)
- 2001-2003 : Buffy contre les vampires
- 2002 : Firefly
- 2003 : Tru Calling : Compte à rebours
- 2003 : Wonderfalls
- 2003 : Blade (épisode pilote)
- 2007-2009 : Pushing Daisies
- 2008 : Dr. Horrible's Sing-Along Blog (web-série)
- 2009 : Community
- 2016 : The OA

#### Cinéma
- 2005 : Serenity, l'ultime rébellion de Joss Whedon
- 2012 : La Cabane dans les bois (The Cabin in the Woods) de Drew Goddard
- 2012 : Avengers de Joss Whedon
- 2018 : Sale temps à l'hôtel El Royale (Bad Times at the El Royale) de Drew Goddard
- 2018 : Horse Soldiers (12 Strong) de Nicolai Fuglsig

## Productrice associée

### Télévision
- 2002 : Firefly

## Distinctions

### Nominations
- American Cinema Editors Award 1994 :
  - Meilleur étudiant monteur
- Saturn Award 2013 :
  - Saturn Award du meilleur montage (Avengers)